# Sándor Csányi
Sándor Csányi (Esztergom, 10 giugno 1916 – Budapest, 14 agosto 1992) è stato un cestista ungherese.
Era il fratello di Zoltán Csányi.

## Carriera
Con l'Ungheria ha disputato i Campionati europei del 1939.